# Нижние Синевцы
Нижние Синевцы (укр. Нижні Синівці) — село в Тереблеченской сельской общине Черновицкого района Черновицкой области Украины.
До 2020 года входило в Глыбокский район
Население по переписи 2001 года составляло 984 человека. Почтовый индекс — 60448. Телефонный код — 3734. Код КОАТУУ — 7321085702.